# ديفيد جي. ديفيز
ديفيد جي. ديفيز (بالإنجليزية: David G. Davies)‏ هو أحيائي أمريكي، ولد في القرن العشرين.